# AIDA (marketing)

Schema del modello AIDA

AIDA è un modello teorico di funzionamento della pubblicità. Acronimo che riassume i quattro punti fondamentali ai quali una réclame deve far fronte per essere efficace: Attenzione, Interesse, Desiderio, Acquisto.

## Componenti del modello
1. Attenzione (Attention o Awareness). Una pubblicità deve innanzitutto catturare l'attenzione del consumatore: ogni giorno una persona è esposta a un numero di annunci che varia (a seconda delle stime) dai 300 ai 3000. Di questi solo una piccola parte viene percepita. E solo una parte ancora più piccola avrebbe la possibilità di influenzare effettivamente il consumatore. In questo quadro è chiaro che il messaggio non deve essere solo buono, ma eccezionale.
2. Interesse (Interest). Una pubblicità deve accendere l'interesse del consumatore: non basta catturare l'attenzione, occorre riuscire a farsi leggere, farsi guardare e riguardare. Il messaggio deve catturare l'attenzione selettiva.
3. Desiderio (Desire). Una pubblicità deve innescare il processo di creazione del desiderio da parte del consumatore: qui è prevalente l'elemento formale che si coniuga con il concetto di empatia. Quando il consumatore si identifica (o identifica il suo modello di riferimento) nella situazione pubblicitaria proposta, si verifica una sorta di proiezione del suo io, della sua personalità, nel messaggio stesso.
4. Azione (Action). Una pubblicità deve condurre all'azione, che si concretizza nell'acquisto del servizio o del prodotto: un messaggio deve indurre a fare qualcosa. E di solito, questo "qualcosa" è il comprare.

## Limiti del modello
L'AIDA fu presentato per la prima volta nell'anno 1898 da Elias St. Elmo Lewis, e dopo negli anni venti da E.K. Strong, per poi divenire popolare a partire dagli anni sessanta. 
Storicamente rappresenta uno dei primi "modelli" messi a punto per implementare una campagna pubblicitaria.
Nel tempo i modelli di funzionamento della pubblicità che si sono avvicendati sono stati innumerevoli, tutti più o meno giusti, tutti più o meno sbagliati: di solito più utili a posteriori per spiegare il successo (o l'insuccesso) di una pubblicità, che non a priori per progettarla e quindi prevederne il successo (o l'insuccesso).
Oggi l'AIDA è ritenuto un modello eccessivamente semplice e ingenuo, e che risente molto della cultura behaviourista nella quale fu formulato (vedi la pubblicità/compri il prodotto).
In particolare l'ultimo punto, quello relativo all'Azione, presume un potere che la pubblicità non ha. Ciò nella misura in cui per pubblicità efficace s'intende, in prima accezione, una réclame in grado di creare goodwill (e cioè un atteggiamento positivo, benevolenza, amicizia, simpatia) nei confronti di un prodotto o di una marca, e quindi capace di evocare il desiderio, la convinzione che il prodotto reclamizzato rappresenti una soluzione valida e desiderabile, anzi la migliore delle soluzioni possibili. E quindi stimolare una propensione al consumo o prima ancora un'intenzione all'acquisto. Ma non direttamente l'acquisto.

### Nuovo modello BAIFDASV
Recentemente, Christian Betancur  propone un processo più completo: il modello BAIFDASV (in spagnolo: NAICDASE), che inizia con l'individuazione di un Bisogno (un'opportunità o un problema del cliente). Dopo L'Attenzione e L'Interesse, deve nascere la Fiducia (senza di essa, i clienti difficilmente si spostano in avanti verso il Desiderio e l'Azione di acquisto). Il processo non si conclude con l'acquisto, in quanto questo non è l'obiettivo del cliente, quindi, i due stadi finali sono la Soddisfazione dei bisogni precedentemente individuati e concordati e la Valutazione da parte del cliente circa l'intero processo. Se positivo, sarà riacquisto e consigliato ad altri (la fedeltà del cliente).
La fiducia è un elemento chiave nel processo, e deve essere raggiunta attraverso questi ingredienti importanti:
1. Immagine personale e della impresa o negozio (compreso il supporto marca superiore).
2. Empatia con questo cliente.
3. Professionalità (conoscenza del prodotto e dell'intero processo dal punto di vista del cliente).
4. Etica senza dubbio.
5. Superiorità competitiva (per soddisfare i bisogni e le esigenze del cliente).
6. Impegno durante il processo e alla soddisfazione del cliente.

La fiducia è il collante che lega la società e incoraggia relazioni forti e affidabili tra le persone, le imprese  le famiglie, i cittadini, ecc...